# Classe Iva
La Classe Iva est une classe de remorqueurs, navire de sauvetage et bateau-pompe de la marine russe.

## Description
Ils ont été prévus pour l'évacuation d'un équipage de navire en difficulté, chaque unité peut transporter 50 membres d'équipage. Ils disposent également de capacité de lutte contre l'incendie. Ils sont souvent utilisés pour l'appui aux plateformes pétrolières.
Sur les 15 unités construites, 4 sont opératives dans la marine russe:
- Vikhr-5,
- Vikhr-6
- Vikhr-8
- Vikhr-9

9 autres sont en service dans le civil et une a été vendue au Vietnam en 1992.